# Cmentarz żydowski w Golinie
Cmentarz żydowski w Golinie – uległ zniszczeniu podczas II wojny światowej, a proces dewastacji trwał w okresie PRL wskutek czego na terenie kirkutu nie zachowały się żadne nagrobki. Nieliczne zachowane macewy znajdują się w Muzeum Okręgowym w Koninie.